# Vernou-en-Sologne

Vernou-en-Sologne este o comună în departamentul Loir-et-Cher, Franța. În 1 ianuarie 2022 avea o populație de 557 de locuitori.